# Platypux
Platypux è una distribuzione francese di Linux della famiglia Slackware, sviluppata da Pierre-Aimé e Jacques-Olivier.
Nonostante Platypux sia una derivata di Slackware, è stata costruita utilizzando il codice sorgente fornito dal progetto Linux From Scratch (LFS) che consente agli sviluppatori di apprendere il funzionamento interno di un sistema basato su Linux per creare una personalizzazione della distro di Linux, in modo che possa adattarsi naturalmente al suo pubblico e ai suoi scopi.
Platypux V8.0 è supportato solo da piattaforme x86 (32 bits), sia desktop che portatili, ed è disponibile per l'installazione da un DVD live. Il suo kernel supporta PAE per consentire l'accesso completo alla memoria RAM oltre il limite di 4GiB.
Platypux è stato sviluppato utilizzando il codice sorgente dal progetto Linux From Scratch, ma conta anche il codice sorgente per le distro Linux BLFS (oltre Linux From Scratch) e ALFS (Automated Linux From Scratch). Il kernel Linux insieme ai diversi pacchetti preinstallati comprende la distribuzione Linux.
Platypux è un gioco di parole di platypus e tux, la mascotte di Linux. Un platypus è un animale esotico che, pur essendo un mammifero, condivide l'approccio con gli anfibi, rendendo la distro Linux esotica con parti di "pinguini", un GNU e altre componenti di terze parti.
Alcuni dei pacchetti preinstallati per Platypux V8.0 sono: gestore delle finestre Xfce, GIMP image editor (con supporto XSane), Inkscape Scalable, Vector Graphics editor, SRWare Browser web, Pidgin per la messaggistica istantanea e la suite LibreOffice.